# Mor ve Ötesi
Mor ve Ötesi (na turskom: "ljubičasto i ultra") je turski alternativni rok bend iz Istanbula, koji je osnovao frontmen Harun Tekin. Članovi benda su: Harun Tekin, Kerem Kabadayı, Burak Güven i Kerem Özyeğen. Bivši članovi benda su: Alper Tekin (nije u srodstvu sa Harunom Tekinom) i Derin Esmer. Svojim albumom "Dünya Yalan Söylüyor" (Svet laže) su ostvarili veliki uspeh. Ime benda je igra reči- "morötesi" na turskom znači "ultraljubičasto".

## Istorija benda
Mor ve Ötesi je formiran 1995. godine. Tadašnji članovi bili su: Kerem Kabadayı (bubnjevi), Harun Tekin (vokal i gitara), Derin Esmer (vokal i gitara) i Alper Tekin (bas gitara). Svoj prvi album, Şehir (Grad) objavili su 1996. godine. Tada su odrzali i svoju prvu svirku van Istanbula, u Ankari. Iste godine je Burak Güven zamenio basistu Alpera Tekina.
Bırak Zaman Aksın (Pusti vreme da teče), njihov drugi album, objavljen je 1999. godine i postigao je veliki uspeh. Odmah nakon objavljivanja albuma, Derin Esmer se odselio u SAD, pa ga je zamenio istaknuti gitarista Kerem Özyeğen. Posle razornog zemljotresa koji je pogodio Tursku, Mor ve Ötesi su počeli da se bave političkim i društvenim temama. Takođe su bili veoma aktivni u borbi protiv korišćenja nuklearne energije u Turskoj.
2001. godine objavljuju svoj treći album, Gül Kendine (Nasmej se sebi). Sa Keremom Özyeğenom dolazi do vidljive promene u muzici, a nakon 17. avgusta dolazi do vidljive promene i u tekstovima. Tokom leta 2003. godine izbacuju singl Yaz (Piši). To je obrada pesme koju je izvodila poznata turska superzvezda Ajda Pekkan tokom sedamdesetih.
Njihov četvrti album Dünya Yalan Söylüyor (Svet laže) je objavljen 2004. godine, i postao je njihov najpopularniji album u Turskoj. Prodat je u 250.000 primeraka. Njihov prvi singl "Cambaz" (u prevodu: Akrobata) i njihov treći singl "Bir Derdim Var" (u prevodu: Imam problem) bili su veoma zapaženi. Pošto njihov prethodni rad nije bio naročito poznat, mnogi novi fanovi nisu znali da Mor ve Ötesi nije nov bend. Iako je ovaj album njihov najprodavaniji, starim obozavaocima se nije svideo kao njihov prethodni rad, a neki su ga čak smatrali izdajom. Ovim albumom su Mor ve Ötesi kritikovali aktivnosti SAD-a u Iraku i ostatku sveta. Iste godine su nagrađeni Zlatnom Pomorandžom za njihovu pesmu "Bir Derdim Var" za film "Mustafa Hakkında Herşey" (Sve o Mustafi). Dünya Yalan Söylüyor je proglašen za "najbolji turski rok album svih vremena" od strane Blue Jean magazina.
Njihov peti album Büyük Düşler (Velike nade) objavljen je 8. maja 2006. godine. Ovaj album se bavi političkim problemima Turske, i privatnim problemima članova benda, uključujući gubitak članova porodice i njihove ljubavne veze. Zvuk je mračniji nego na njihovim prethodnim albumima. Ovaj album predstavlja povratak stilu sličnom njihovim starim albumima. Prvi spot je snimljen za pesmu "Şirket" (Korporacija), koja kritikuje kapitalizam. Sledeći singl bio je "Küçük Sevgilim" (Moja mala ljubavi). Ovaj album je proglašen za "najbolji album 2006. godine" od strane Blue Jean magazina.
Bend Mor ve Ötesi je predstavljao Tursku na Pesmi Evrovizije 2008. svojom pesmom "Deli" (Lud). Osvojili su sedmo mesto.
Tokom takmičenja, komentator BBC-ja Teri Vogan opisao je pevača Haruna Tekina kao "mračnog Džemsa Bonda".